# دهستان تیلکوه
دهستان تیلکوه نام دهستانی در بخش امام شهرستان سقز، استان کردستان در ایران است. بر اساس سرشماری مرکز آمار ایران در سال ۱۳۸۵، جمعیت آن ۵۳۱۸ نفر (۱۰۵۷ خانوار) بوده‌است.